# Матара Сіті
Спортивний клуб Матара Сіті або просто «Матара Сіті» (англ. Matara City Sports Club) — ланкійський футбольний клуб з Коломбо. Виступає у Прем'єр-лізі Шрі-Ланки, найвищому футбольному дивізіоні країни.

## Історія
Спортивний клуб «Матара Сіті» заснований у місті Матара. У 2013 році клуб вийшов до Прем'єр-ліги.

## Стадіон
Домашні поєдинки проводить на Футбольному комплексі «Матара» в однойменному місті, який вміщує 2000 глядачів.